# Herschmettlen
Herschmettlen ist eine Aussenwacht der Gemeinde Gossau ZH.

## Geographie
Herschmettlen liegt in der Drumlinlandschaft des Zürcher Oberlandes. Die Moränenlandschaft ist seit dem Rückzug der Gletscher durch feuchten sumpfigen Böden charakterisiert. Zumindest bis 1941 die Trockenlegung der Feuchtwiesen und Sümpfe beschlossen wird. Heute ist nur noch wenig von der alten Naturlandschaft übrig.

## Geschichte
Die Wacht Herschmettlen wird 1390 urkundlich erstmals erwähnt. Sie ist über Jahrhunderte die ärmste Wacht Gossaus. Ihre Bevölkerung besteht bis weit in die beginnende Industrialisierung im 18. Jahrhundert aus Kleinbauern, die meist selbstversorgend am Rand ihrer Existenzmöglichkeit lebt und Ackerbau betreibt. Als zum Ende des 18. Jahrhunderts die Möglichkeit aufkommt, durch Heimarbeit und im Auftrag grosser Verlage Garne zu spinnen und Tücher zu weben, ergreifen so gut wie alle Keinbauern diese Chance sich eine bessere Lebensgrundlage zu erarbeiten. Viele Bauern geben die Landwirtschaft sogar ganz auf, um sich auf die Heimarbeit zu konzentrieren. Als diese um 1840 durch die immer stärker werdende Konkurrenz der viel leistungsfähigeren Fabriken zusammenbricht, ist der wirtschaftliche Absturz im Dorf enorm. Die meisten Einwohner verlassen in der Folge das Dorf, um im Umland neue Arbeit und Siedlungsmöglichkeiten zu erwerben. In die leerstehenden Höfe ziehen Bauern aus dem Berner Oberland, die hier eine gute Möglichkeit sehen, Milch- und Viehwirtschaft zu betreiben. In der Folge wird die kleinbäuerliche Struktur in Herschmettlen durch grössere Gehöfte und der bisher vorherrschende Ackerbau durch die Viehwirtschaft ersetzt; eine Entwicklung wie überall in der Gemeinde Gossau, bzw. im Zürcher Oberland.

## Politik
Politisch gehört Herschmettlen als Wacht zur Zürcher Oberländer Gemeinde Gossau ZH. Demografisch blieb Herschmettlen mit etwa 300 Einwohnern bis ins 21. Jahrhundert ziemlich stabil. Diese Konstanz bewirkte die Herausbildung einer eigenen dörflichen Identität, einer eingeschworenen Dorfgemeinschaft, deren Kultur vom 1969 gegründeten Dorfverein gepflegt wird. Zwischen 2003 und 2013 erlebte Herschmettlen ein verhältnismässig grosses Bevölkerungswachstum. In jenem Zeitraum verdoppelte sich die Bevölkerung von 300 auf ca. 600 Einwohner.

## Verkehr
Herschmettlen ist durch ein teils sehr altes Strassen- und Wegenetz mit Gossau ZH und den anderen vier Gossauer Wachten erschlossen. An den öffentlichen Verkehr des ZVV (Zürcher Verkehrsverbund) ist Herschmettlen durch die Buslinie 883 der VZO mit dem Bahnhof Wetzikon verbunden.

## Wirtschaft
Die Wacht ist wirtschaftlich noch immer von der Landwirtschaft geprägt.